# Petko Stajnow
Petko Gruew Stajnow (bulgarisch Петко Груев Стайнов; * 19. Novemberjul. / 1. Dezember 1896greg. in Kasanlak; † 25. Juni 1977 in Sofia) war ein bulgarischer Komponist.

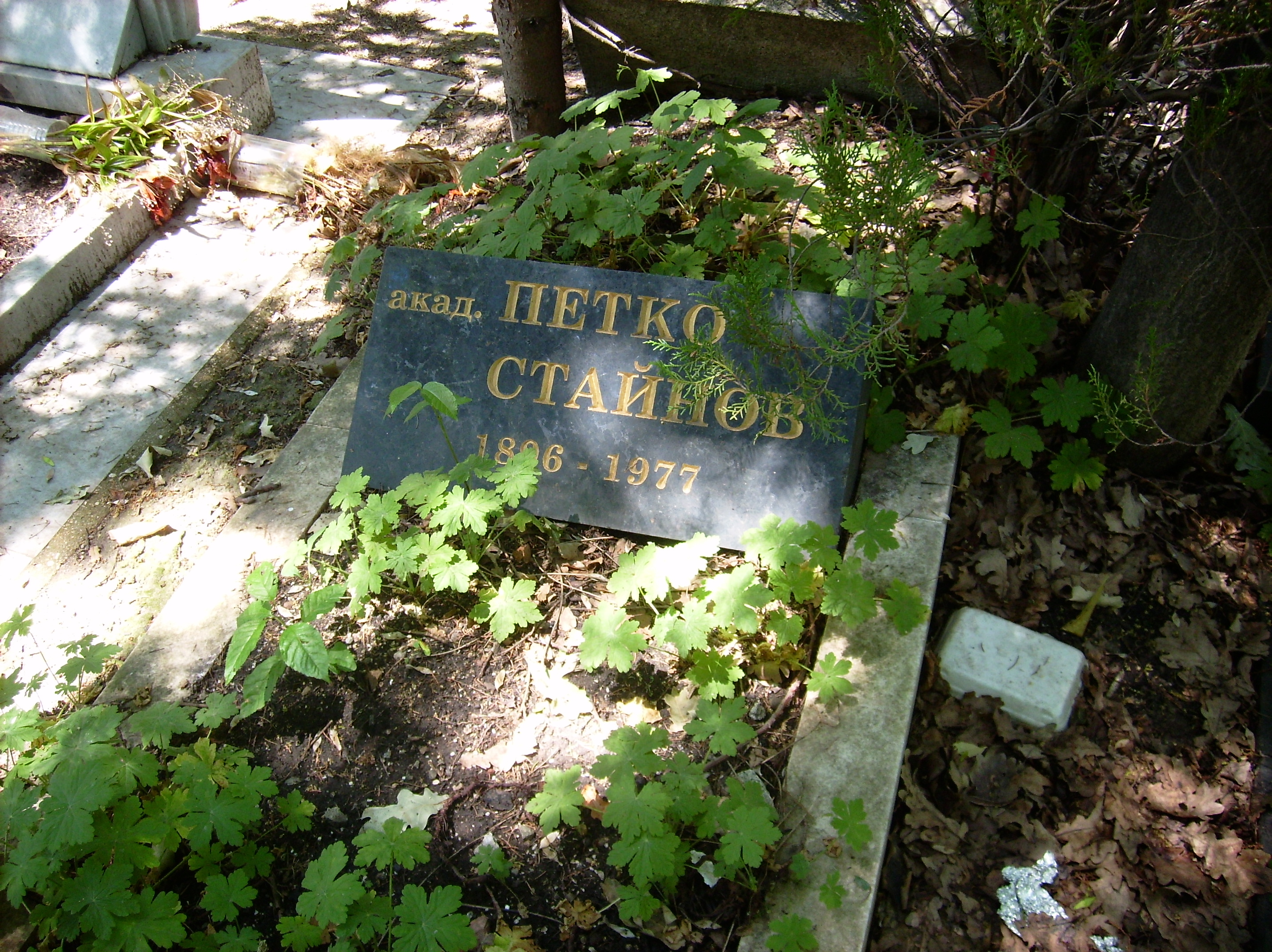
Petko Stajnows Grab am Sofioter Zentralfriedhof

## Leben
Stajnow, der als Kind im Alter von zehn Jahren erblindete, absolvierte eine Ausbildung als Pianist und Komponist am Konservatorium Dresden. Er war von 1927 bis 1941 Klavierlehrer am Staatlichen Blindeninstitut von Sofia. Daneben war er von 1933 bis 1944 Vorsitzender des bulgarischen Komponistenvereins für zeitgenössische Musik sowie Leiter des bulgarischen Sängerverbandes und von 1941 bis 1944 Direktor der Nationaloper. Von 1946 bis 1953 wirkte er als Musikrat im bulgarischen Kultusministerium. 
Er komponierte zwei Sinfonien, zwei sinfonische Dichtungen, zwei Orchestersuiten, ein Scherzo, eine Konzert- und eine Jugendouvertüre, kammermusikalische Werke, Chorwerke, Tänze, Liederzyklen, Lieder und Volksliedbearbeitungen.